# Little by Little (Laura & the Lovers)
Little by Little è un singolo del gruppo musicale lituano Laura & the Lovers, pubblicato nel 2005.
Il brano ha vinto Nacionalinis finalas 2005, guadagnando il diritto di rappresentare la Lituania all'Eurovision Song Contest 2005 a Kiev. Qui i Laura & the Lovers si sono piazzati all'ultimo posto su 25 partecipanti con 17 punti totalizzati nella semifinale, non accedendo alla finale.

## Tracce
Testi e musiche di Bobby Ljunggren e William "Billy" Butt.
1. Little by Little (Radio Edit) – 3:24
2. Little by Little (Original Edit) – 3:02
3. Little by Little (SoundFactory Radio Edit) – 3:45
4. Little by Little (SoundFactory Club Anthem) – 8:41
5. Little by Little (SoundFactory Connection Dub) – 8:39